# Lakhdar Brahimi
Lakhdar Brahimi (in arabo الأخضر الإبراهيمي‎?, al-Akhḍar al-Ibrāhīmī; El Azizia, 1º gennaio 1934) è un diplomatico e politico algerino ed è stato Segretario generale aggiunto della Lega araba e dell'Organizzazione delle Nazioni Unite, nonché Inviato speciale del Segretario generale dell'ONU in diverse occasioni.

## Biografia
Nato a El Azizia, nella wilāya di Médéa, vicino Tablat, Lakhdar Brahimi ha fatto i suoi studi in patria e in Francia (Giurisprudenza e Scienze Politiche) e parla correntemente il cabilo l'arabo, l'inglese, il francese. Lakdar Brahimi è stato membro fondatore dell'UGEMA (Union Générale des Étudiants Musulmans Algériens), ha attivamente partecipato allo sciopero generale degli studenti algerini decretato dal Fronte di Liberazione Nazionale (FLN) il 19 maggio 1956. È stato il rappresentante del Governo provvisorio della Repubblica algerina in diverse capitali del mondo, fra cui Giacarta dal 1956 al 1961.

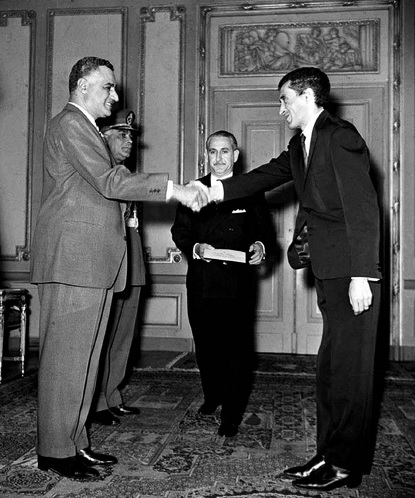
Lakhdar Ibrahimi al momento della presentazione delle sue credenziali di Ambasciatore in Egitto, mentre stringe la mano del Presidente egiziano Gamāl ʿAbd al-Nāṣer (23 aprile 1963).

Dall'indipendenza dell'Algeria, è in successione Segretario generale del Ministero degli Affari Esteri, ambasciatore in Egitto, poi Alto rappresentante della Lega araba e delle Nazioni Unite nel mondo. Richiamato in Algeria, diventa ministro degli Affari Esteri dal 1991 al 1992. È infine, per conto della Lega Araba, l'artefice degli Accordi di Ta'if che mettono fine alla guerra civile libanese. Rappresentante speciale del Segretario generale delle Nazioni Unite ad Haiti e in Sudafrica, Lakhdar Brahimi viene designato rappresentante speciale per l'Afghanistan e l'Iraq nel 2001.
Lakhdar Brahimi è membro del Comitato degli "Elders" per la pace nel mondo, accanto a personalità che hanno esercitato le funzioni più alte. A fine 2005, Lakhdar Bahimi s'è ritirato dalle sue funzioni all'ONU. In seguito agli attentato dell'11 dicembre 2007 in cui 10 membri del personale erano stati uccisi da una bomba piazzata davanti agli uffici dell'HCR (Alto Commissariato delle Nazioni Unite per i rifugiati) e del PNUD ad Algeri, il Segretario generale dell'ONU Ban Ki-moon l'ha incaricato di condurre un'inchiesta. Ha ricevuto il 5 novembre 2010, il Prix spécial du Jury de la Fondation Chirac pour la prévention des conflits per la sua opera di riconciliazione in Libano, in Afghanistan e in Iraq.
Dopo il 2010, Lakhdar Brahimi diventa docente a Sciences Po Paris nel Dipartimento d'Affari Inbternazionali, Paris School of International Affairs.
Il 17 agosto 2012, accetta di succedere a Kofi Annan come mediatore internazionale dell'ONU nel quadro della Guerra civile siriana. Riceve, in seguito a questa nomina, il sostegno dei Paesi occidentali, della Cina e della Russia, due Paesi alleati del regime siriano, per una missione che appare molto difficile da risolvere..